# Soviet Suprem de la República Socialista Soviètica de Lituània

Escut de la República Socialista Soviètica de Lituània

El Soviet Suprem de la República Socialista Soviètica de Lituània (lituà: Lietuvos TSR Aukščiausioji Taryba) fou el Soviet Suprem (o principal institució legislativa) de l'RSS de Lituània, una de les repúbliques constituents de la Unió Soviètica (URSS). Fou establert a l'agost del 1940, quan el Seimas Popular s'autoproclamà Soviet Suprem provisional. La Constitució li donava un estatus molt semblant al dels parlaments democràtics d'avui en dia. Se celebraven eleccions al Soviet Suprem cada quatre anys (o, més endavant, cada cinc anys) i l'òrgan tenia competències per crear, esmenar i ratificar la Constitució, lleis i tractats, així com per nomenar els membres del Consell de Ministres (la branca executiva). Tanmateix, en realitat les eleccions eren falsejades i el poder real del Soviet era molt minso, car pràcticament es limitava a complir les ordres del Partit Comunista de Lituània (PCL). La situació canvià el 1988, quan els lituans començaren el seu procés d'independència de la Unió Soviètica. El centre de poder passà del PCL al Soviet, que adoptà una sèrie d'esmenes constitucionals i lleis de gran importància, obrint el camí cap a la independència. Al febrer del 1990 se celebraren les primeres eleccions lliures, guanyades pel partit independentista Sąjūdis. A la seva primera sessió, el nou Soviet Suprem adoptà l'Acta de Restabliment de l'Estat de Lituània i es refundà com a Consell Suprem de la República de Lituània.

## Presidents
| Nom                    | Des de                  | Fins a                  | Notes                                                                         |
| ---------------------- | ----------------------- | ----------------------- | ----------------------------------------------------------------------------- |
| Boleslovas Baranauskas | 25 d'agost del 1940     | 1951                    | Exiliat a l'RSFSR entre el 1941 i el 1944 a causa de la Segona Guerra Mundial |
| Feliksas Bieliauskas   | 1951                    | 1955                    |                                                                               |
| Vladas Niunka          | 1955                    | 18 d'abril del 1963     |                                                                               |
| Antanas Barkauskas     | 18 d'abril del 1963     | 24 de desembre del 1975 |                                                                               |
| Ringaudas Songaila     | 24 de desembre del 1975 | 16 de gener del 1981    |                                                                               |
| Lionginas Šepetys      | Juny del 1981           | 10 de març del 1990     |                                                                               |
| Vytautas Landsbergis   | 11 de març del 1990     | 11 de març del 1990     | Es convertí en president del Seimas Reconstituent.                            |